# Budgie (groupe)
Pour les articles homonymes, voir Budgie.
Budgie est un groupe de hard rock gallois, originaire de Cardiff, au Pays de Galles. Ils sont décrits par le critique musical Garry Sharpe-Young comme l'un des premiers groupes importants de heavy metal.

## Biographie

### Des débuts à 1979
À la fin de 1967, le chanteur et bassiste Burke Shelley rencontre le guitariste Tony Bourge et le batteur Ray Philips à Cardiff, ville d'où les trois musiciens sont originaires. Ils forment un groupe qui prend le nom de Hills Contemporary Grass, et qui commence à tourner dans les collèges et les clubs du Pays de Galles. Rapidement le nom du groupe se transforme en Budgie ce qui en anglais désigne la perruche, oiseau qui deviendra l'emblème du groupe et sera représenté sur presque toutes les pochettes de leurs albums. Le groupe après avoir été remarqué par le producteur de Black Sabbath, Rodger Bain, signe un contrat pour cinq albums avec le label MCA Records.
Leur premier album éponyme sortira en 1971 et le son caractéristique du groupe fait de riffs heavy et de titres plus calmes et mélodiques naitra avec lui. Suivront Squawk en 1972 et Never Turn Your Back on a Friend en 1973, avant le départ de Ray Philips qui sera remplacé par Pete Boot le temps d'un album, In for the Kill et d'une tournée. En 1975, Steve Williams remplace Pete Boot et devient le batteur emblématique du groupe. L'album Bandolier sortira la même année et sera le dernier pour MCA.
En 1976, Budgie préfère signer un nouveau contrat avec le label américain A&M Records plutôt que de renouveler avec MCA. Leur collaboration ne dura que le temps de deux albums, If I'd Were Brittania, I'd Waive the Rules et Impeckable, beaucoup plus mélodiques. En 1977, le groupe s'exile au Canada pour enregistrer Impeckable et après la tournée, Hide Your Pussy, Tony Bourge quitte le groupe.

### Années 1980

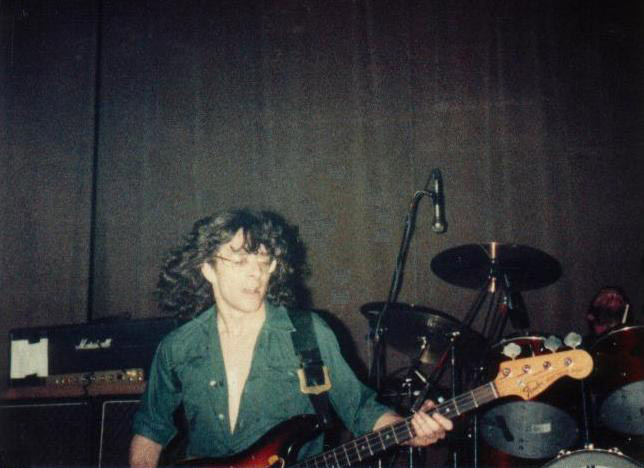
Burke Shelley et Steve Williams en 1981.

De retour en Grande-Bretagne, Robert Kendrick ex-guitariste de Trapeze prend momentanément la place de Tony Bourge, mais le groupe se retrouve sans maison de disques. En 1979, John Thomas prend la place laissée vacante par Rob Kendrick, et le groupe obtint un contrat d'enregistrement avec une branche du label RCA Records, Active Records et en 1980, parait leur huitième album studio, Power Supply qui marque le retour au heavy metal et qui est suivi d'une tournée britannique avec le Blizzard of Ozz de Ozzy Osbourne. Surfant sur la vague du renouveau du heavy metal britannique grâce à la NWOBHM, Budgie enregistre deux nouveaux albums, Nightflight en 1981 et Deliver Us from Evil en 1982 et participe au Festival de Reading ces deux années-là,.
En 1982, Budgie tourne aussi en Pologne, où toutes les dates de la tournée affichaient complets, le groupe se constituant ainsi une solide fan base. Le dernier concert au stade de football de Bialystok dut être annulé, faute d'installation électrique suffisante, ce qui provoqua une émeute chez les fans. Budgie continue à tourner jusqu'en 1988, mais n'enregistra pas d'album, faute de maison de disques, et se sépare. Entretemps, en 1986, Tony bourge enregistre un album sous le nom de Tredegar (chant : Russ North, batterie : Ray Phillips, guitare : Andy Wood, basse : Tom Prince).

### Retour et pause
En 1995, Burke shelley reforme Budgie avec John Thomas et Robert « Congo » Jones (batterie) pour participer au San Antonio Music Festival. Malgré le peu de succès du groupe aux États-Unis, il se forge un noyau de fans dans cette partie du Texas et grâce au promoteur Bill Lee, il y retournera en 1996 pour fêter la 25e année de parution de son premier album. 1997 et 1998 aucune prestation scénique, la seule actualité pour le groupe est la sortie de deux albums en public et une compilation. En 1999, Steve Williams est de retour et Budgie donne son premier concert au Royaume-Uni depuis 1988 et participe à un festival en Suède avant de retourner jouer à San Antonio en avril 2000. Malheureusement, la santé de John Thomas, victime d'un anévrisme intra-crânien en juin 2000, mettre la carrière du groupe entre parenthèses jusqu'en septembre 2001 pour un dernier concert avec JT au festival des groupes gallois de légende.
En 2002, Andy Hart remplace définitivement John Thomas, et Budgie tournera régulièrement avec lui jusqu'à février 2003, date de son départ. Simon Lees le remplace et participera à l'écriture du nouvel album studio, You're All Living in Cuckooland, le premier en 25 ans. Il quittera le groupe en 2007. En novembre 2007, le guitariste de Dio, Graig Goldy rejoint le groupe en tant qu'invité spécial pendant la parenthèse de son leader avec Heaven and Hell et tournera toujours avec lui pour les nombreux concerts prévus en 2010.
La tournée de novembre 2010 de Budgie en Europe de l'Est doit être annulée à la suite de l'hospitalisation de Shelley le 9 novembre à Wejherowo, en Pologne, pour cause d'anévrisme aortique. Après son opération, il retourne en Grande-Bretagne. Le groupe reste, depuis, en pause. L'ancien guitariste de Budgie, John Thomas, meurt à 63 ans le 3 mars 2016.

## Style musical et postérité
Le style musical de Budgie est souvent considéré comme un mélange entre les textures progressives de Rush et la lourdeur de Black Sabbath. De nombreuses futures stars de hard rock/metal expliquent s'être inspirés du groupe ; elles incluent Iron Maiden, Metallica, Megadeth, Van Halen, Melvins, Queens of the Stone Age, Alice in Chains et Soundgarden.

## Membres

### Membres actuels
- Burke Shelley - chant, basse
- Steve Williams - batterie, percussions
- Graig Goldy - guitare

### Anciens membres
- Tony Bourge - guitare
- Ray Philips - batterie, percussions
- Pete Boot - batterie, percussions
- John Thomas - guitare
- Simon Lees - guitare

## Discographie

### Albums studio
- 1971 : Budgie
- 1972 : Squawk
- 1973 : Never Turn Your Back on a Friend
- 1974 : In for the Kill
- 1975 : Bandolier
- 1976 : If I Were Brittania I'd Waive the Rules
- 1978 : Impeckable
- 1980 : Power Supply
- 1981 : Nightflight
- 1982 : Deliver Us from Evil
- 2006 : You're All Living in Cuckooland

### EP
- 1980 : If Swallowed Do Not Induce Womiting

### Albums live
- 1998 : Heavier Than Air - Rarest Eggs
- 1998 : We Came, We Saw...
- 2002 : Live in San Antonio
- 2005 : Radio Sessions 1974-1978
- 2006 : The BBC Recordings

### Compilations
- 1975 : Best of Budgie
- 1981 : Best of Budgie
- 1996 : An Ecstasy of Fumbling - The Definitive Anthology
- 1997 : Best of Budgie
- 2004 : The Last Stage